# Repelente de dipolos

A atração gravitacional induz o movimento para áreas mais densas, e ao mesmo tempo a repulsão gravitacional empurra a matéria para fora de uma área vazia, de acordo com o modelo "Repulsor de dois polos". Os pequenos círculos e seus traços representam as galáxias e direções de seus respectivos movimentos

O repulsor de dois polos é uma área muito esparsa do cosmos de onde as galáxias próximas se afastam, desempenhando um papel repulsivo nos fluxos de velocidade em oposição ao papel do atrativo Shapley .

## Descoberta
Sua descoberta foi anunciada em 30 de janeiro de 2017, por uma equipe de cientistas da Comissão Francesa de Energia Atômica, da Universidade Claude-Bernard de Lyon, da Universidade do Havaí e da Universidade Hebraica de Jerusalém. É a influência dominante que explica a direção e velocidade de 631 km/s do Grupo Local. A título de comparação, a velocidade orbital da Terra à volta do Sol é de 30 km/s. O sistema solar é conduzido em torno do centro da galáxia a uma velocidade de 230 km/s.
O atrator Shapley, outra área oposta em termos da Via Láctea, cria uma força atrativa no movimento das galáxias. Esta atração localizada, complementada pela posição do repulsor de dois polos, são os principais contribuintes para a anisotropia dipolo do fundo cosmológico difuso.
O repulsor de dois polos é posicionado a uma distância de 220 megaparsecs (220 Mpc) da Via Láctea, e coincide com um vácuo de densidade galáctica.
Este complexo, desde o atrativo de Shapley até o repulsor de dois polos, cobre quase 1,7 bilhões de anos-luz e em 2017 constitui a maior área mapeada do universo observável. 
Os autores do artigo publicado na revista Nature Astronomy em janeiro de 2017 argumentam que as medidas da velocidade de distância do repulsor de dois polos são incompatíveis com uma explicação baseada unicamente numa força gravitacional atrativa. Nenhuma concentração de matéria observada isoladamente (gravitacionalmente atraente) pode explicar as velocidades e direções de distância observadas de estrelas e galáxias. Podemos, portanto, observar a presença de uma força adicional, repulsiva e cuja natureza não é especificada, segundo estes autores:
```
   "Mostramos aqui que a repulsão de uma área de sub-densidade é importante e que as influências dominantes por trás do fluxo observado são a de um único atrator - associado à concentração de 
Shapley
 - e a de uma área repelente não identificada previamente, que contribuem de forma aproximadamente igual ao dipolo 
CMB
. [...] Concluímos que o repulsor de dois polos não é uma estrutura fictícia induzida por um efeito de borda de dados, e que subconjuntos de dados, escolhidos pela distância ou tipo de galáxia, revelam uma bacia de repulsão que empurra o Grupo Local de volta na direção indicada pelo dipolo 
CMB
." 
[
1
]
```

Um dos autores, Hoffman, disse ao The Guardian: "Nós mostramos que o atrator do superaglomerado Shapley realmente nos atrai, mas quase 180 graus na outra direção há uma região sem galáxias, e essa região nos empurra para trás. Agora temos uma atracção de um lado e um empurrão do outro. É uma história de amor e ódio, atração e repulsa."
Hoffman também disse à Wired: "Além de sermos atraídos para o conhecido superaglomerado Shapley, também somos repelidos pelo novo repulsor de dois polos descoberto. Assim pareceu que a atração e o impulso são de importância similar onde nossa galáxia está localizada."
Hoffman disse à IFLScience: "Depois de subtrair a expansão média do universo, a força gravitacional líquida das regiões superdensas é a de uma atração e a das regiões sub-densas é a de uma repulsão."
Esta posição está em linha com a do CNRS, que afirma num comunicado de imprensa:
```
   "Ao longo dos anos, o debate encalhou sobre a importância relativa desses dois atrativos, pois eles não são suficientes para explicar nosso movimento, especialmente porque não apontam exatamente na direção de 
Shapley
 como deveria. [...] A equipa descobriu assim que no local da nossa galáxia as forças repulsivas e atractivas de entidades distantes são de importância comparável e deduziu que as principais influências que estão na origem do nosso movimento são o atractor de 
Shapley
 e uma vasta região de vazio (i.e. sem matéria visível e invisível), previamente não identificada, que nomearam o repulsor de dois polos."
[
2
]
```

O cosmologista Jean-Pierre Petit é o único que deu uma explicação científica deste fenómeno repulsivo, utilizando o modelo Janus. A presença de massas negativas indetectáveis no centro da abertura também produziria efeitos negativos na lente gravitacional.
A mesma equipe de pesquisa identificou em setembro de 2017 uma segunda lacuna com força repulsiva: o Cold Spot Repeller.
Estes muitos e imensos vazios, que repelem a matéria por uma força gravitacional inversa, estão entre os principais componentes da teia cósmica de velocidades ("V-Web cósmica").